# Кагамил
Кагамил (алеут. Qagaamila, англ. Kagamil Island) — один из Четырехсопочных островов, которые являются частью Алеутских островов. Административно остров относится к американскому штату Аляска.

## География
Самый восточный из Четырехсопочных островов. Расположен в 6,0 км к северу от острова Чугинадак и 1,2 мили (1,9 км) к югу от острова Улиага. Кагамил скалистый необитаемый остров в длину около 10 км и до 5 км в ширину. На острове находится потухший вулкан. В южной части острова находится вулкан, который имеет две вершины: одна 890 м над уровнем моря, а другая ниже, 690 м над уровнем моря. Климат на острове холодный морской, с частыми туманами и осадками.